# Prunus tartarea
Prunus tartarea — вид квіткових рослин з родини трояндових (Rosaceae). Ареал охоплює такі країни: Мексика (Чьяпас, Оахака).

## Середовище
Цей вид зустрічається в певних перехідних районах між лісами Pinus-Quercus-Abies. Він зустрічається на висотах від 2500 до 2800 м. Первісне середовище існування було фрагментовано через інтенсивну вирубку лісів по всьому ареалу.

## Морфологічний опис
Це дерево середнього розміру заввишки 15 метрів.